# Selva di Progno
Selva di Progno (cimbri Brunghe) és un municipi italià, dins de la província de Verona. És un dels municipis de la minoria alemanya dels cimbris, i la seva llengua encara es parla a la fracció de Giazza/Ljetzan. L'any 2007 tenia 979 habitants. Limita amb els municipis d'Ala (TN), Badia Calavena, Bosco Chiesanuova, Crespadoro (VI), Recoaro Terme (VI), Roverè Veronese, Velo Veronese i Vestenanova.

## Administració
| Període | Identitat         | Partit        |
| ------- | ----------------- | ------------- |
| 2004-   | Silvano Valcasara | Llista cívica |